# UFC 125
UFC 125: Resolution（ユーエフシー・ワントゥエンティファイブ：レゾリューション）は、アメリカ合衆国の総合格闘技団体「UFC」の大会の一つ。2011年1月1日、ネバダ州ラスベガスのMGMグランド・ガーデン・アリーナで開催された。

## 大会概要
メインイベントではUFC世界ライト級タイトルマッチが行なわれ、王者フランク・エドガーと挑戦者グレイ・メイナードが対戦し、1-1の判定ドローとなり、エドガーが2度目の王座防衛に成功した。
第7試合ではUFC本戦初出場（系列大会を含めると3度目の出場）となった五味隆典がクレイ・グイダが対戦し、グイダがギロチンチョークで一本勝ち。
WEC統合後初の大会となり、プレリミナリィカードではフェザー級マッチが2試合行なわれた。当初は初代UFC世界フェザー級王座に認定されたジョゼ・アルドと挑戦者ジョシュ・グリスピによるUFC世界フェザー級タイトルマッチが予定されていたが、アルドの負傷欠場によりタイトルマッチは消滅した。
また、シェイン・カーウィン対ロイ・ネルソンのヘビー級マッチも予定されていたが、カーウィンの負傷により試合が消滅した。
MFCライト級王者アントニオ・マッキーがUFCデビュー。

## 試合結果

### プレリミナリィカード
第1試合 ライト級 5分3R
○  ジェイコブ・ヴォルクマン vs.  アントニオ・マッキー ×
3R終了 判定2-1（29-28、29-28、28-29）
第2試合 ウェルター級 5分3R
○  ダニエル・ロバーツ vs.  グレッグ・ソト ×
1R 3:45 キムラロック
第3試合 フェザー級 5分3R
○  ディエゴ・ヌネス vs.  マイク・トーマス・ブラウン ×
3R終了 判定2-1（29-28、29-28、28-29）

### Ion TV中継カード
第4試合 ミドル級 5分3R
○  ブラッド・タヴァレス vs.  フィル・バローニ ×
1R 4:20 TKO（レフェリーストップ：パウンド）
第5試合 フェザー級 5分3R
○  ダスティン・ポワリエ vs.  ジョシュ・グリスピ ×
3R終了 判定3-0（30-27、30-27、30-27）
第6試合 ライト級 5分3R
○  ジェレミー・スティーブンス vs.  マーカス・デイヴィス ×
3R 2:33 KO（右ストレート）

### メインカード
第7試合 ライト級 5分3R
○  クレイ・グイダ vs.  五味隆典 ×
2R 4:27 ギロチンチョーク
第8試合 ウェルター級 5分3R
○  キム・ドンヒョン vs.  ネイト・ディアス ×
3R終了 判定3-0（29-28、29-28、29-28）
第9試合 ライトヘビー級 5分3R
－  チアゴ・シウバ vs.  ブランドン・ヴェラ －
ノーコンテスト
※当初の試合結果は「3R終了 判定3-0（30-26、30-27、30-27）」でシウバの勝利であったが、試合後の検査でシウバが自身の尿サンプルに異物を混入させたことが発覚したためノーコンテストとなった。
第10試合 ミドル級 5分3R
○  ブライアン・スタン vs.  クリス・リーベン ×
1R 3:37 TKO（レフェリーストップ：膝蹴り→パウンド）
第11試合 UFC世界ライト級タイトルマッチ 5分5R
△  フランク・エドガー vs.  グレイ・メイナード △
5R終了 判定1-1（48-46、46-48、47-47）
※エドガーが王座の2度目の防衛に成功。

### 各賞
ファイト・オブ・ザ・ナイト：フランク・エドガー vs. グレイ・メイナード
ノックアウト・オブ・ザ・ナイト：ジェレミー・スティーブンス
サブミッション・オブ・ザ・ナイト：クレイ・グイダ
各選手にはボーナスとして60,000ドルが支給された。